# D'un cahier d'esquisses
Pour les articles homonymes, voir esquisse (homonymie).
D'un cahier d'esquisses est une œuvre musicale de Claude Debussy écrite pour piano. Elle est composée en 1904 et créée par Maurice Ravel lors du concert inaugural de la Société musicale indépendante le 20 avril 1910.

## Présentation
D'un cahier d'esquisses est composé en janvier 1904. 
L’œuvre paraît d'abord sous le titre d'Esquisse dans l'album de musique ancienne et moderne no 11 de Paris illustré, en février 1904, puis la même année chez Schott frères à Bruxelles sous son appellation définitive,,. 
La création de la pièce se déroule à Paris, salle Gaveau, le 20 avril 1910, à l'occasion du concert inaugural de la Société musicale indépendante, avec Maurice Ravel au piano,,. 
Dans le catalogue des œuvres du compositeur établi par le musicologue François Lesure, D'un cahier d'esquisses porte le numéro L 112 (99) .  

## Analyse
D'un cahier d'esquisses est pour le musicologue Harry Halbreich « l'une des pages les moins connues et les plus injustement négligées de Debussy ».
D'une « grande séduction sonore », la pièce, constituée de cinquante-trois mesures au total, est brève mais n'est en rien une ébauche. En ré bémol majeur, à 
, notée « Très lent (sans rigueur) », c'est une « lente et langoureuse rêverie [...] dont la limpidité mystérieuse révèle la main d'un grand maître ».
La partition inaugure l'écriture sur trois portées dans l’œuvre pour piano de Debussy,, et évoque selon Guy Sacre le premier volet de La Mer, De l'aube à midi sur la mer, qui date de 1903.  
Halbreich, du fait de sa « qualité mélodique, la richesse des harmonies et de l'écriture instrumentale », considère D'un cahier d'esquisses comme une étude préparatoire aux Images. Nuances douces, usage de longues pédales, alternance de binaire et ternaire, « accords enchaînés pour le seul plaisir des sonorités [...], vastes arpèges succédant à des plages immobiles » la caractérisent et traduisent pour Sacre « l'air du large et la pulsation marine ».
La durée d'exécution moyenne de la pièce est de cinq minutes environ.
Il existe de l’œuvre une transcription pour piano à quatre mains de Dabsalmont ainsi qu'une pour violon et piano réalisée par Hildebrandt et publiée chez Schott en 1910.

## Discographie
- Debussy : Piano works Vol. 5, François-Joël Thiollier (piano), Naxos 8.553294, 2001[7].
- Debussy : Complete Works for Piano, Volume 2, Jean-Efflam Bavouzet (piano), Chandos Records CHAN 10443, 2008[8].
- Debussy : The Solo Piano Works, Noriko Ogawa (piano), BIS Records CD 1955/56, 2012[9].
- Debussy (Images, L’Isle joyeuse, Estampes, Children’s Corner, Masques, D’un cahier d’esquisses), Steven Osborne (piano), Hyperion Records CDA 68161, 2017[10].
- Claude Debussy : The complete works, CD 2, Monique Haas (piano), Warner Classics, 2018[11].